# 佩奇足球俱樂部
佩奇足球俱樂部（Pecsi Mecsek Football Club）是匈牙利的一家足球俱樂部。俱樂部的主場位於佩奇。球隊參加匈牙利足球甲级联赛的賽事。

## 外部連結
- Official website
- Detailed international matches list （页面存档备份，存于）